# Eviation Alice
El Eviation Alice es un avión eléctrico desarrollado por la empresa israelí Eviation Aircraft. Construido en un 95% por materiales compuestos, tiene un sistema de vuelo fly-by-wire y está impulsado por tres motores de hélice, dos en la punta de las alas y uno en la parte trasera del fuselaje. Su primer vuelo está previsto para 2020, y realizó su debut en el Salón Internacional de la Aeronáutica y el Espacio de París-Le Bourget de 2019 como parte del espectáculo. El programa de certificación tomará unos dos o tres años. Transportando nueve pasajeros y dos pilotos, las baterías le proporcionan un alcance de 540 a 650 nmi (1.000-1.200 km) volando a 440 Km/h (240 kn), y con un coste notablemente menor por operación que otros aviones regionales.

## Diseño
Existen dos versiones de la aeronave planeadas. El modelo actual sirve como taxi aéreo, gracias a la energía de sus baterías de litio-ion. Esta aeronave tiene como objetivo recibir un certificado Parte 23 de la FAR para vuelos IFR y condiciones de hielo. El segundo modelo será una versión ejecutiva de alcance extendido (ER), y estará disponible en 2023 por $2.9 millones, con mejores baterías de aluminio-aire y un regulador de litio-polímero, una cabina presurizada a 1.200 m (4.000 pies), aviónica G5000, velocidad de crucero de 444 km/h (240 kn) y 1.367 km de alcance (738 nmi).

## Desarrollo
Eviation se fundó en 2015. Fabricaron un prototipo dron de 290 kg, llamado Orca, para probar la aerodinámica y los sistemas de vuelo de Alice. La empresa surcoreana Kokam Co. fue elegida para proporcionar las baterías del avión. En febrero de 2018, junto a empresas asociadas, se construyeron los materiales compuestos, los sistemas fly-by-wire, los sistemas de vuelo y la cabina.
A finales de 2018, Eviation se alió con la Universidad de Aeronáutica Embry-Riddle para lanzar un programa de investigación y desarrollo, realizado en Prescott, Arizona. El programa se centrará en el análisis del rendimiento, la validación y las pruebas, junto con el diseño y las pruebas de los futuros conceptos de propulsión eléctrica y diseños de fuselaje. 
A principios de 2019, Eviation había asegurado una inversión de $200 millones para cubrir la certificación y la producción del avión, mientras el primer prototipo estaba siendo montando en Vannes, en el noroeste de Francia, ayudado por la empresa Multiplast, que proporciona los materiales compuestos.
La empresa elegida para fabricar los motores fue MagniX, dedicada a la fabricación de sistemas de impulsión eléctricos para aeronaves.
Eviation esperaba obtener la aprobación de aeronavegabilidad EASA antes de fines de mayo, para poder volar el Alice desde Vannes o Nantes, antes del espectáculo aéreo de París, y después poder enviarlo a Prescott y continuar con los vuelos de prueba. Eviation realizó el debut público de Alice durante el Salón Aeronáutico de París de junio de 2019. Hacia principios de 2020 está programado el vuelo inicial. El programa de certificación durará entre 24 y 36 meses.

## Especificaciones

### Características generales
- Tripulación: 2
- Capacidad: 9 pasajeros (carga máxima de 1.250 kg).
- Longitud: 12,2 m
- Envergadura: 16,12 m
- Peso máximo de despegue: 6.350 kg
- Capacidad de combustible: 900 kWh, Li-ion.
- Planta motriz: 3 motores eléctricos magni250, de 275 kW (375 CV) cada uno.

### Performance
- Velocidad de crucero: 482 km/h (300 mph / 260 kn) a 3.000 m (10.000 pies)
- Velocidad máxima nunca excedida: 630 km/h (391 mph / 340 kn)
- Alcance: 1.046 km (650 mi, 565 nmi, incluidas las reservas IFR.
- Techo de vuelo: 9.100 m (29.900 pies)
- Velocidad de aproximación/aterrizaje: 185 km/h (115 mph / 100 kn)